# Dowhaliwka (hromada Wełyka Bahaczka)
Dowhaliwka (ukr. Довгалівка) – wieś na Ukrainie, w obwodzie połtawskim, w rejonie myrhorodzkim, w hromadzie Wełyka Bahaczka. W 2001 liczyła 496 mieszkańców, wśród których 485 wskazało jako ojczysty język ukraiński, 7 rosyjski, 1 mołdawski, 1 bułgarski, a 2 białoruski.